# Synsnerve
Synsnerven (lægelatin nervus opticus) kaldes også den 2. kranienerve. Den transmitterer signaler fra nethinden (retina) til synscortex i occipitallappen bagerst i hjernen. Dette område kaldes også area striata.
Dele af nerven krydser, under sit forløb, side og derfor vil en énsidig læsion af nervus opticus ikke medføre et fuldstændigt tab af syn på ipsilaterale (samme) side. Forløbet af nervus opticus inddeles i følgende: nervus opticus, chiasma opticum, tractus opticus, radiatio optica til area V1.